# Transcendence
Transcendence es un videojuego RPG freeware de ciencia ficción diseñado y creado por George Moromisato, con inspiración de NetHack y Star Control. Este juego esta en 2D con algunos elementos en 3D.
El 30 de mayo de 2007 fue lanzada la versión Transcendence 0.98a con mejoras en el menú principal y nuevas naves.